# Matthew Clark
Matthew Harvey Clark (ur. 15 lipca 1937 w Waterford, Nowy Jork, zm. 22 stycznia 2023) – amerykański duchowny rzymskokatolicki, biskup Rochester w metropolii Nowego Jorku w latach 1979–2012.

## Życiorys

### Początek posługi kapłańskiej
Kształcił się m.in. w Mater Christi Seminary w Albany i w Kolegium Ameryki Północnej w Rzymie. 19 grudnia 1962 otrzymał święcenia kapłańskie z rąk rektora Kolegium Ameryki Północnej, biskupa Martina O’Connora. W roku 1963 uzyskał licencjat z teologii na Gregorianum we Włoszech. Na tej samej uczelni zdobył również w 1966 licencjat z prawa kanonicznego. Po powrocie do USA służył przez kilka lat w diecezji Albany. Następnie powrócił do Rzymu, aby zostać ojcem duchownym w Kolegium Ameryki Północnej.

### Posługa biskupia
23 kwietnia 1979 papież Jan Paweł II mianował go ordynariuszem Rochester, był też szafarzem jego święceń biskupich w bazylice św. Piotra. Ingres odbył się 26 czerwca 1979.
21 września 2012 papież Benedykt XVI przyjął rezygnację Clarka z rządów w diecezji ze względu na osiągnięty przez niego wiek emerytalny.

## Śmierć i pogrzeb
Zmarł 22 stycznia 2023 roku w wieku 85 lat. Uroczystości pogrzebowe biskupa odbyły się 30 stycznia 2023 w katedrze Najświętszego Serca Pana Jezusa w Rochester, ceremonii przewodniczył kard. Timothy Dolan, arcybiskup Nowego Jorku. Pochowany w krypcie biskupiej na Cmentarzu Grobu Świętego w Rochester.